# Bakkegøgelilje
Bakkegøgelilje (Platanthera bifolia), ofte skrevet bakke-gøgelilje, er en 15-50 cm høj orkidé. Den er udbredt over næsten hele Europa og gennem Rusland og Sibirien til den kinesiske Stillehavskyst. Bakkegøgelilje vokser i åbne skove, på overdrev og heder, fra havniveau til højt i bjerge. Arten har hvidlige blomster i en stor aksformet blomsterstand, og den kendes fra den lignende skovgøgelilje på, at blomstens to støvknaprum er tæt samlede og parallelle. I Danmark anerkendes desuden underarten langsporet gøgelilje.
Bakkegøgelilje vokser hist og her i Nordjylland på f.eks. overdrev, fugtig hede eller i klitlavninger, men er sjælden i resten af landet. Den er opført som næsten truet på den danske rødliste. Den blomstrer herhjemme i juni-juli. Arten er i øvrigt almindeligt udbredt i Skandinavien nord for Danmark på enge og i åbne skove.

## Langsporet gøgelilje
Hos langsporet gøgelilje (Platanthera bifolia ssp. latiflora) er blomstens spore mere end 23 millimeter lang til forskel fra den almindelige underarts (bifolia) kortere spore. Den er meget sjælden og findes kun i lerede løvskove i Østjylland og på Sjælland. Langsporet gøgelilje er opført i kategorien truet art, EN i den danske rødliste.